# Velika Ševnica
Velika Ševnica – wieś w Słowenii, w gminie Trebnje. W 2018 roku liczyła 56 mieszkańców.